# Chili Trench Cemetery
Le  Chili Trench Cemetery  est un cimetière militaire de la Première Guerre mondiale, situé sur le territoire de la commune de Gavrelle, dans le département du Pas-de-Calais, à  9 km au nord-est d'Arras.

## Localisation
Ce cimetière est situé  à 2 km au sud du village, au bord de la D 42E3, en limite du territoire de la commune de Fampoux.

## Histoire

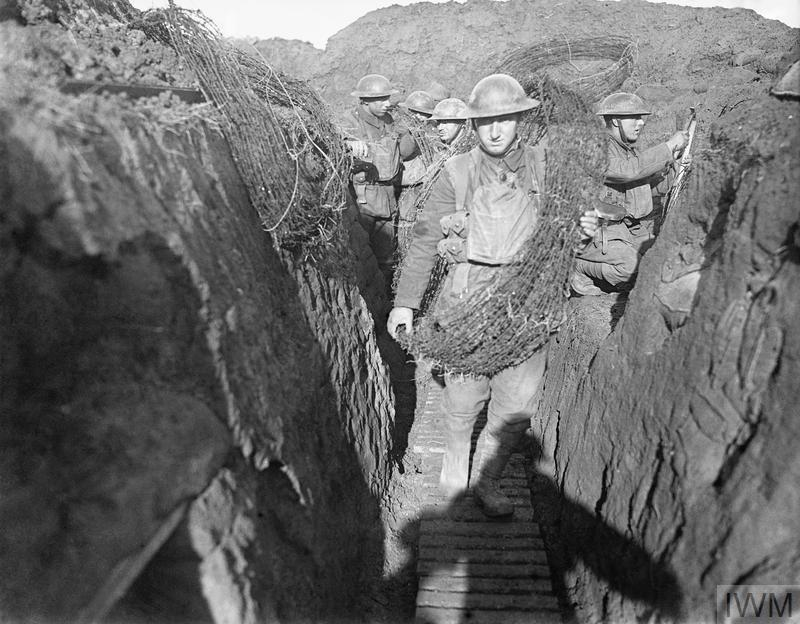
Des hommes du York and Lancaster Regiment, ramassent du fil barbelé pour être utilisé par un groupe de travail de nuit sur le front de la 62è division entre Oppy et Gavrelle, le 13 janvier 1918. © IWM

Aux mains des Allemands depuis fin août 1914, le secteur de Gavrelle est capturé par la Royal Naval Division le 23 avril 1917  lors de la Bataille d'Arras. Le village est repris  par les Allemands le 28 mars 1918 lors de la Bataille du Kaiser. Il sera définitivement libéré le 27 août 1918  par la 51e (Highland) Division. 
Le cimetière Chili Trench doit son nom à une tranchée du secteur. Il a été commencé  en avril et mai 1917 pour inhumer les soldats britanniques victimes des combats.
Le cimetière contient 196 sépultures et commémorations de la Première Guerre mondiale dont 19 sont non identifiées.
Le cimetière contient également la tombe d'un aviateur de la Seconde Guerre mondiale.

## Caractéristiques
Ce cimetière a un plan trapézoïdal et est clos par un mur de moellons.

## Sépultures
| Pays        | Sépultures |
| ----------- | ---------- |
| Royaume-Uni | 197        |

## Galerie

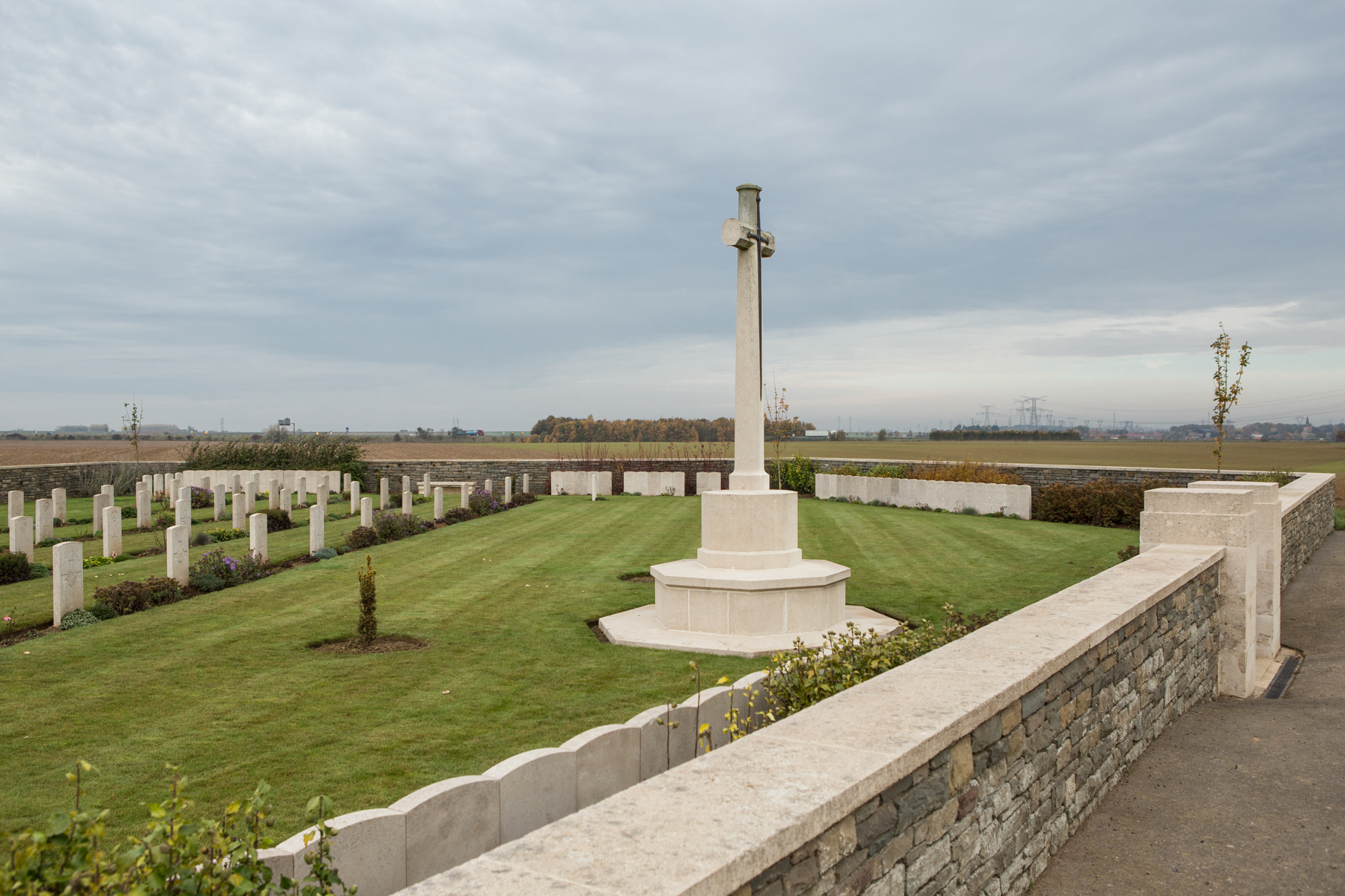
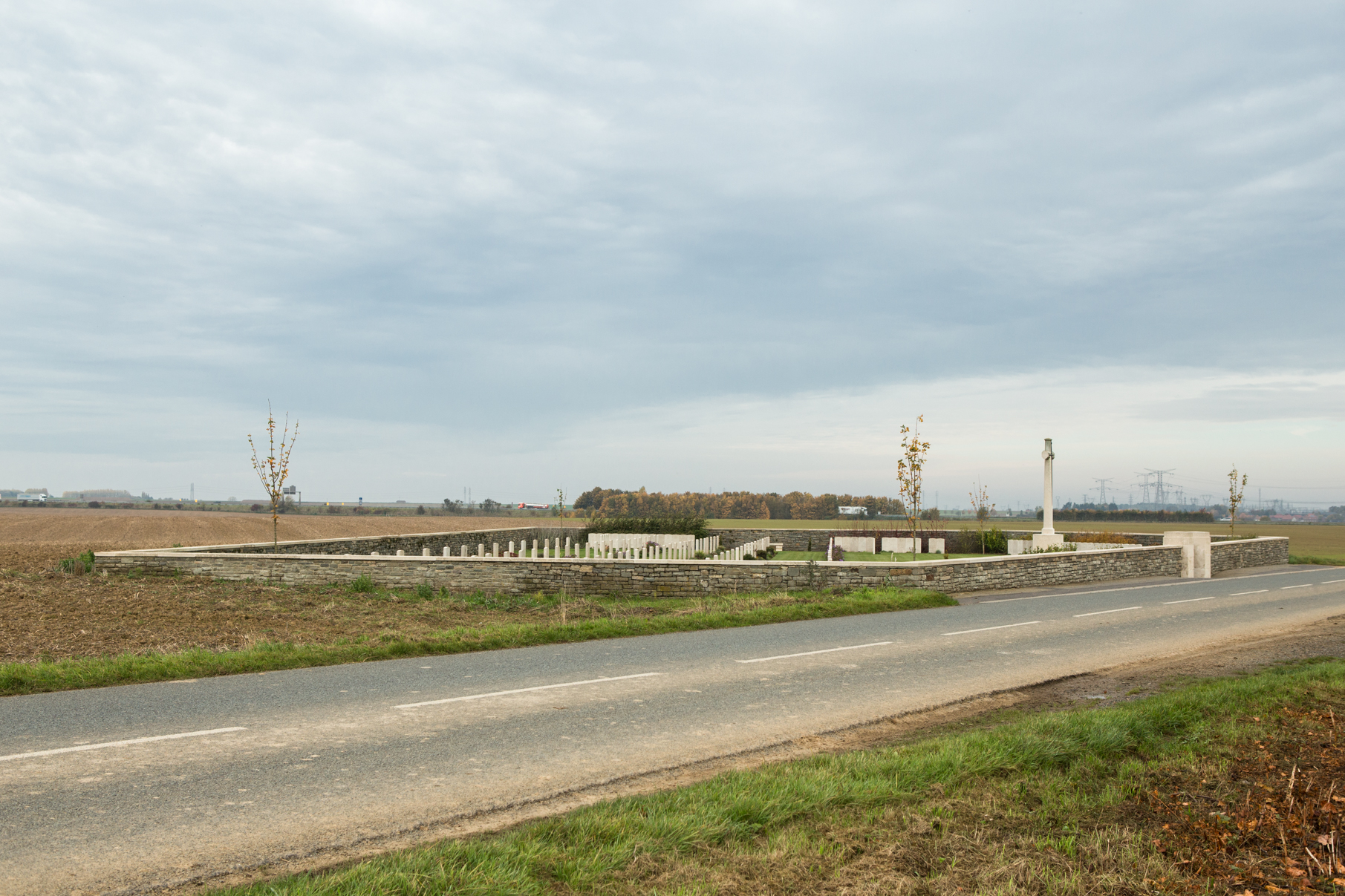
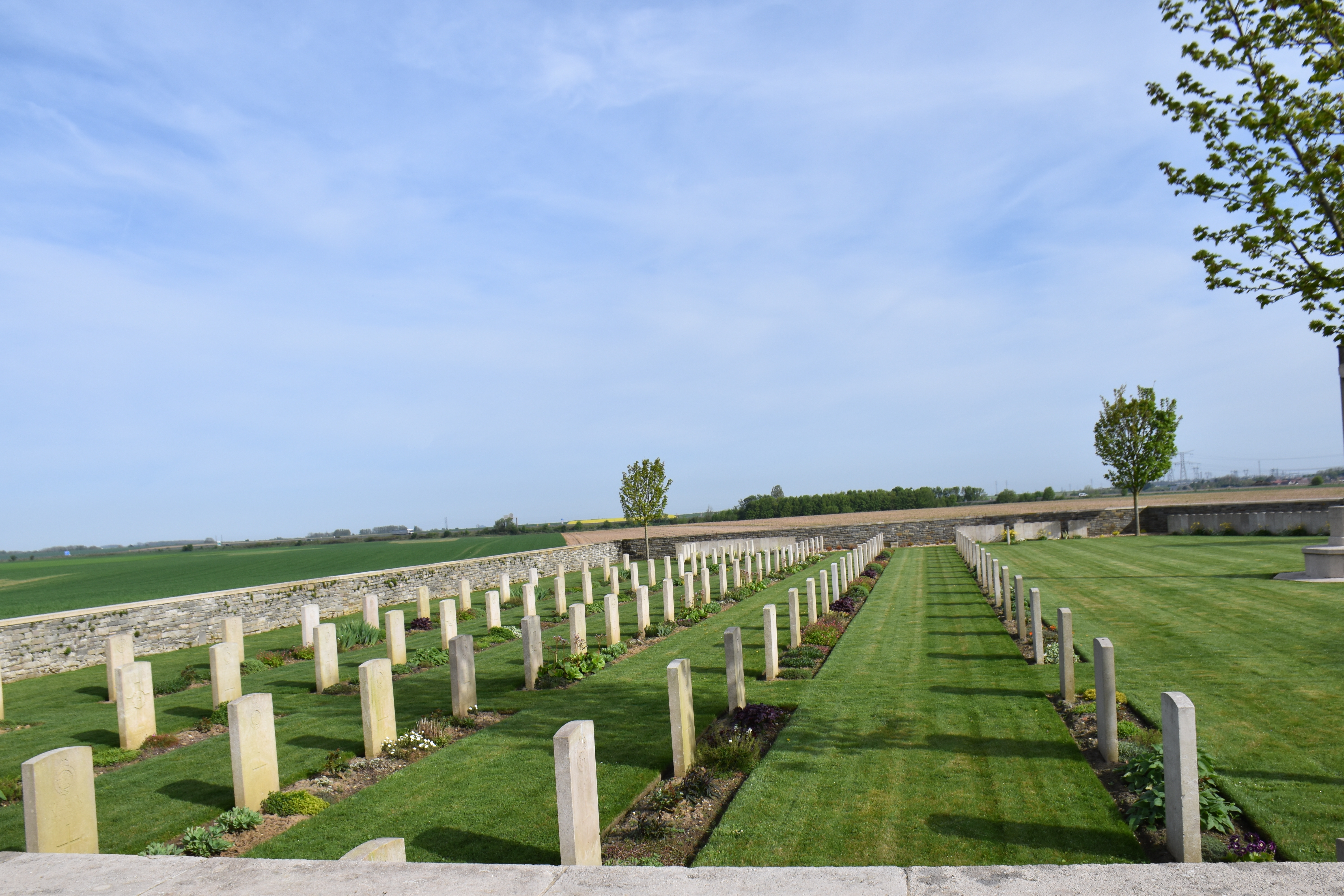
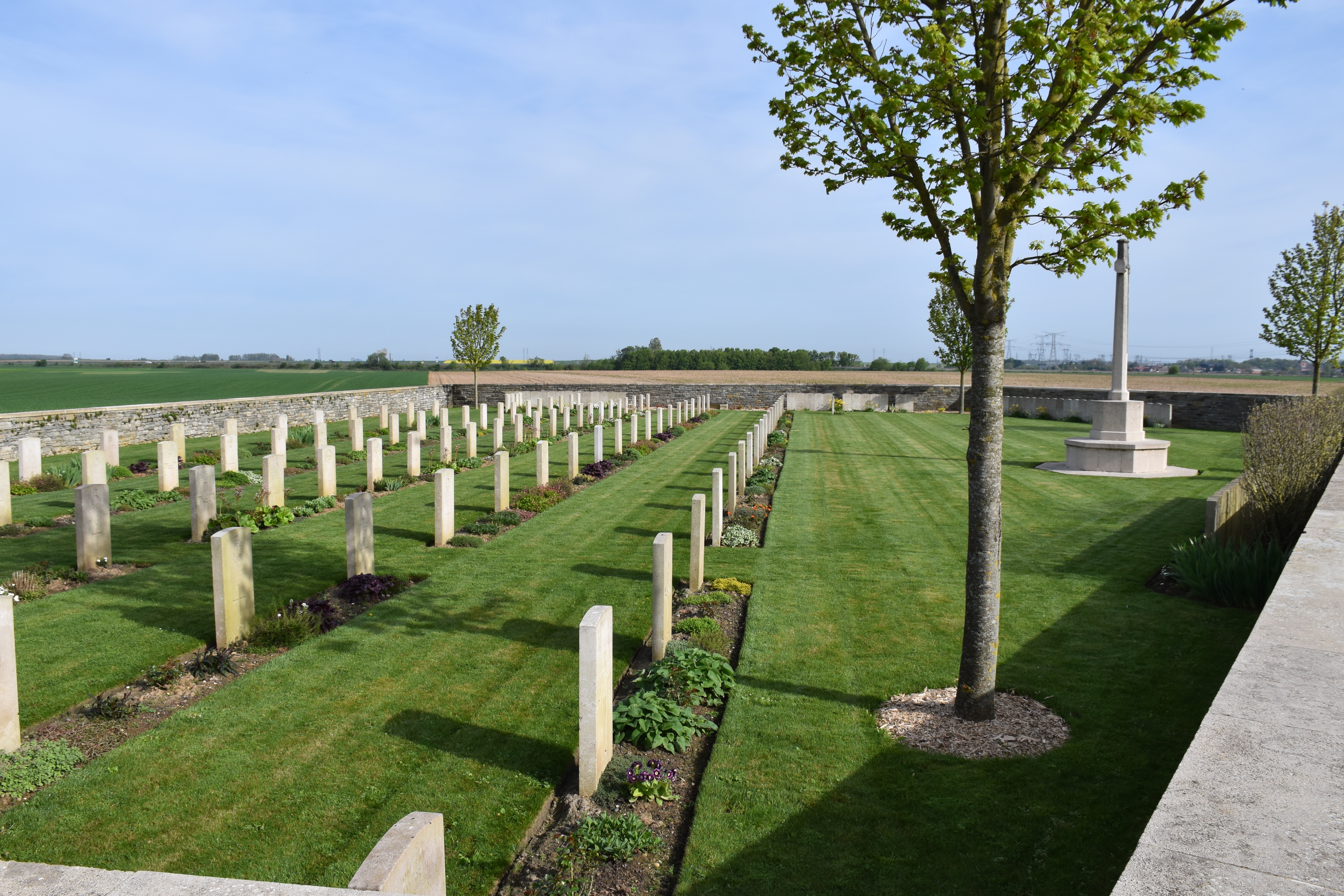
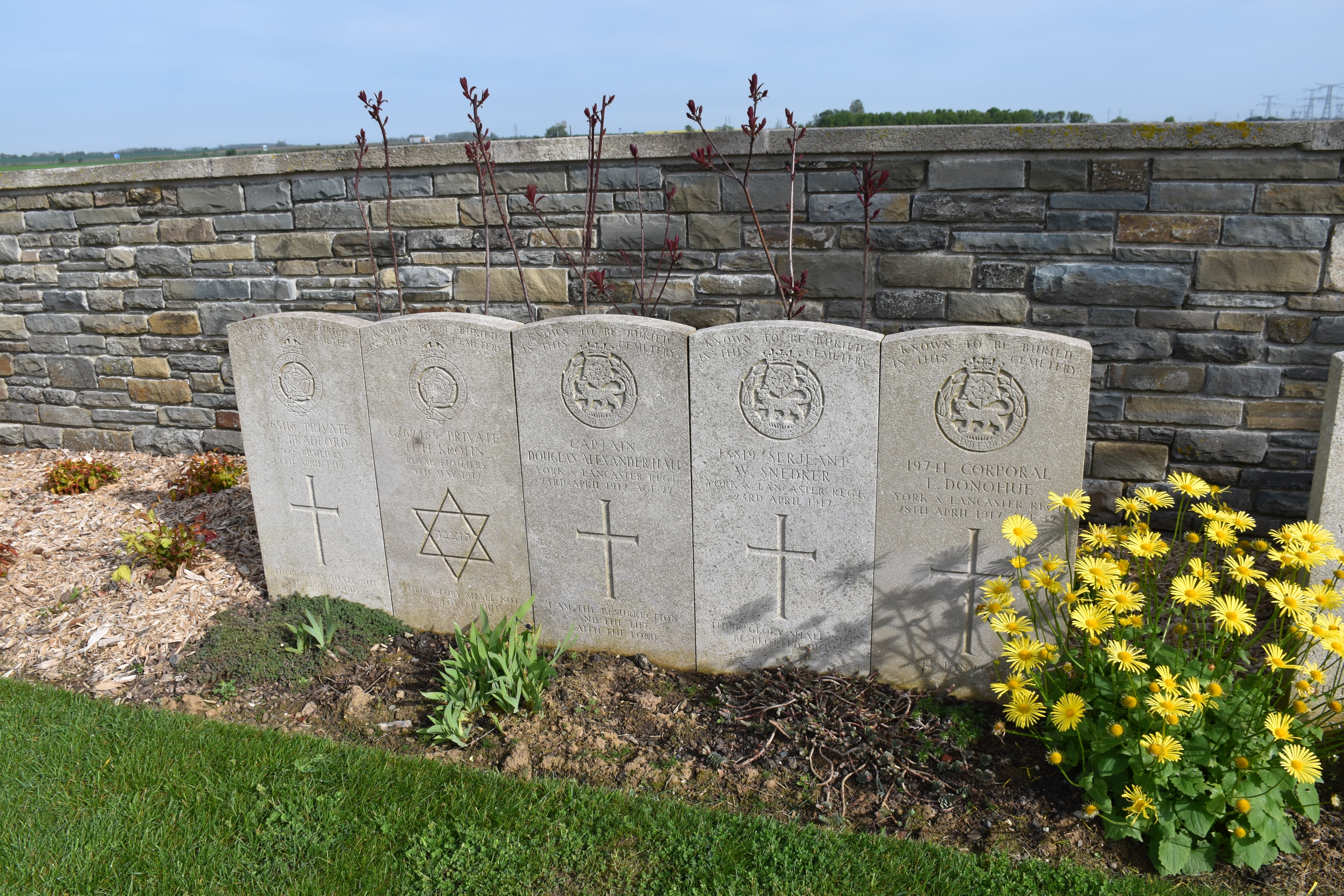
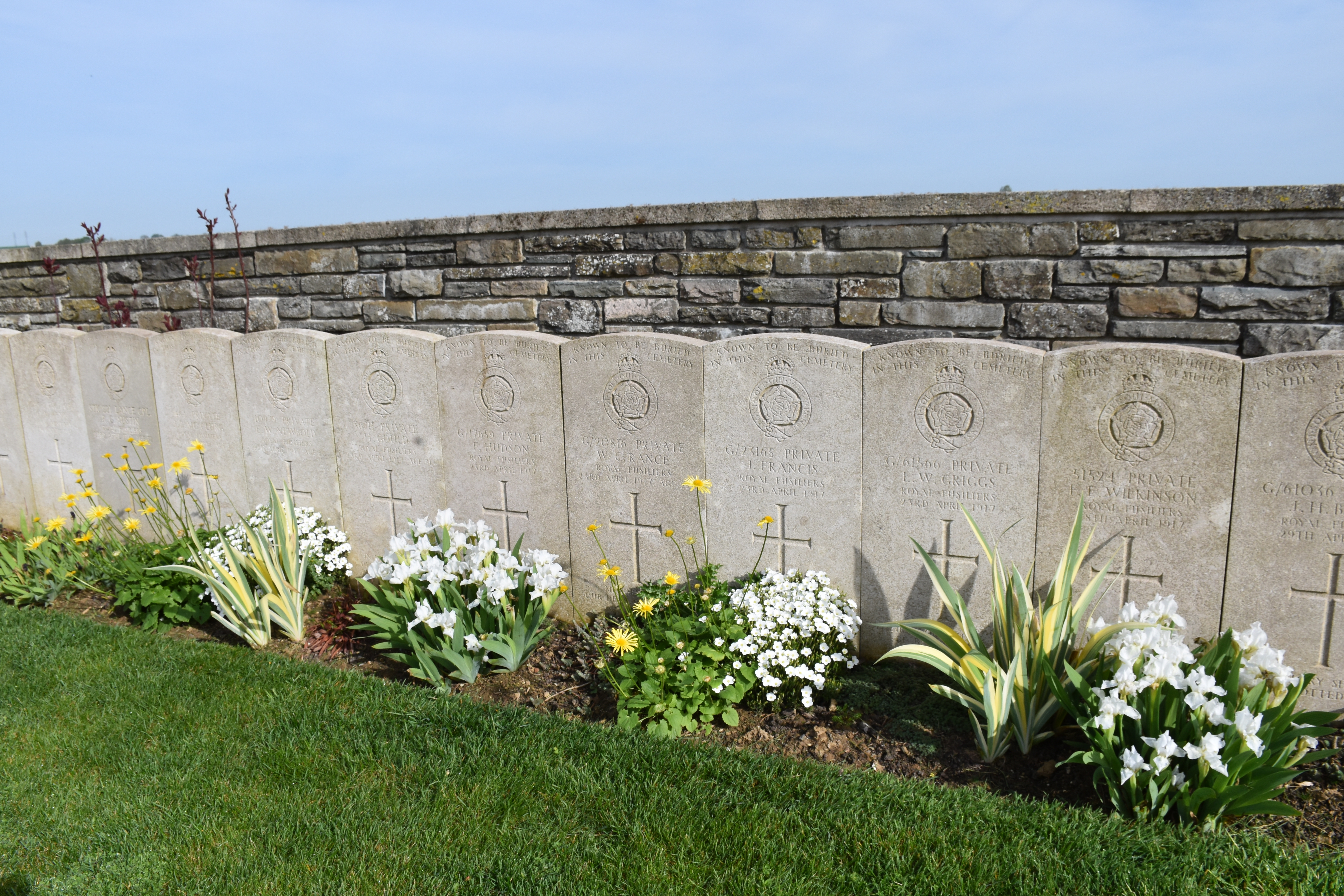
Soldats du Royal Fusilliers tombés le 23 avril 1917 lors de la prise du village.

## Pour approfondir